# Henrika Šantel
Henrika Šantel, née le 17 août 1874 à Gorizia (Autriche-Hongrie) et morte le 15 février 1940 à Ljubljana, est une peintre réaliste slovène.

## Biographie

### Famille
Avgusta Šantel, sa mère, est peintre et assure l'éducation initiale d'Henrika Šantel à la maison. Son frère, 	
Saša Šantel, est également peintre.

### Formation
Après avoir fréquenté l'école primaire de Gorica et commencé à peindre avec sa mère, Henrika Šantel s'installe à Munich en 1891 pour étudier à l'académie d'art des femmes (Damenacademie) pendant quatre ans. Friedrich Fehr et Ludwig Schmid-Reutte sont ses maîtres.
Elle étudie ensuite avec la peintre Anna Hillerman et à l'école d'art pour filles et femmes de Vienne.

### Carrière
Henrika Šantel retourne ensuite à Gorizia et y dirige l'école de peinture.
Après la Première Guerre mondiale, Gorizia appartient à l'Italie et Henrika Šantel, avec toute sa famille, déménage à Maribor, alors en Yougoslavie.
En 1929, elle s'installe à Ljubljana, où elle reste jusqu'à sa mort,,.
Henrika Šantel participe à de nombreuses expositions. En 1900 elle expose pour la première fois à la 1ère exposition d'art slovène à Ljubljana. En 1904, elle expose huit de ses œuvres à Belgrade, où le roi Pierre Ier lui décerne l'Ordre de Saint-Sava, 5e degré. À Trieste en 1907, elle se présente à la première exposition d'art slovène. En 1939, deux de ses natures mortes figurent dans l'exposition des artistes féminines au pavillon Jakopič à Ljubljana,.
Henrika Šantel travaille principalement à l'aquarelle, au pastel et à la peinture à l'huile des natures mortes, des portraits, des autoportraits et des représentations d'églises de style réaliste. Elle expose aussi des nus féminins et masculins, à une époque où c'est tout-à-fait inhabituel pour une femme.

Œuvres d'Henrika Šantel
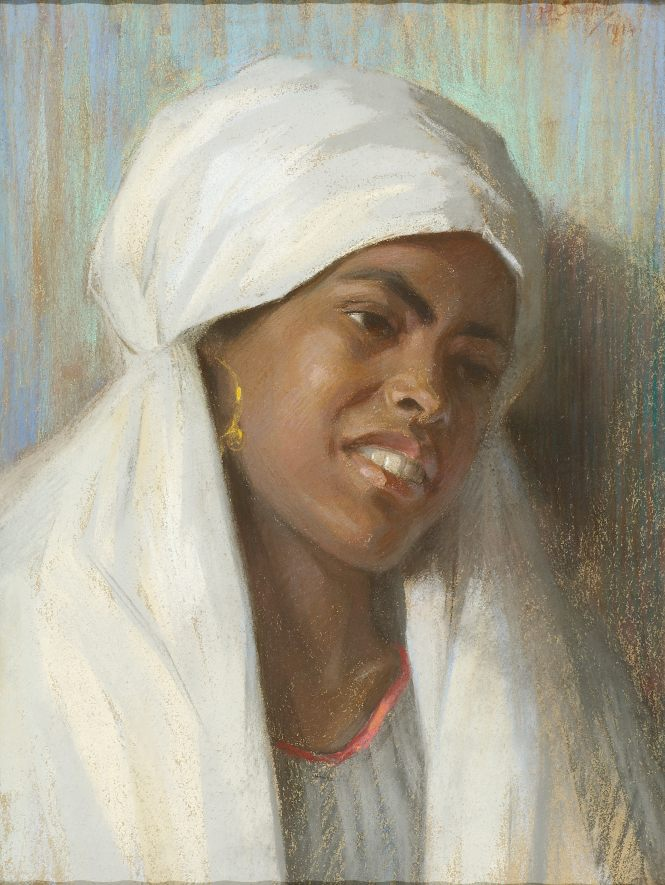
Berbère (1914), Dr Franc Sušnik Central Carinthian Library.
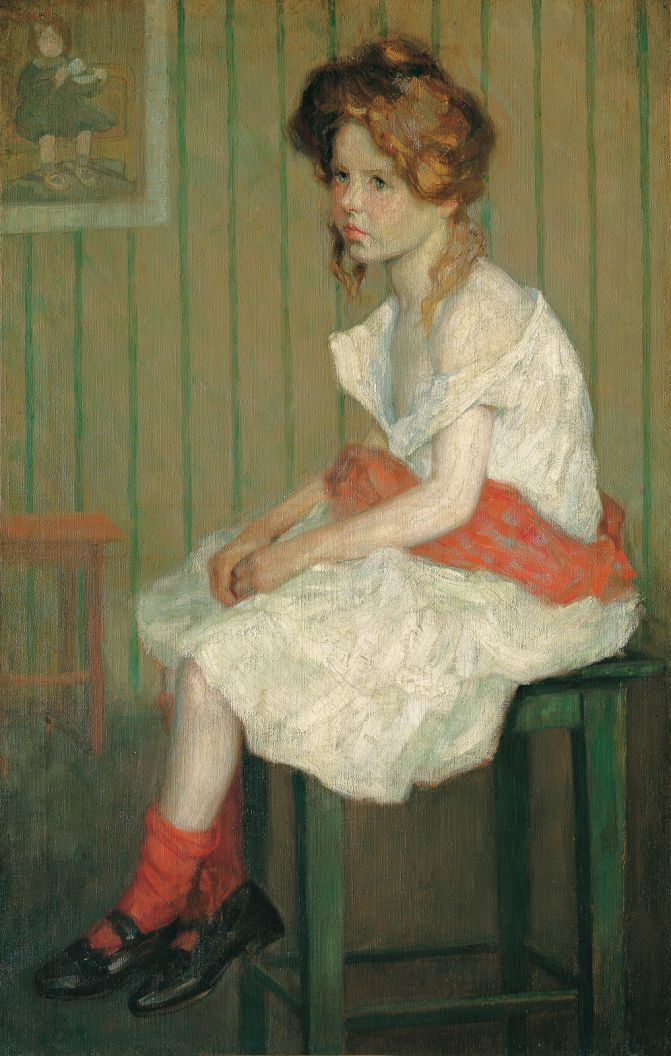
Jeune fille rousse (1912), Galerie nationale de Slovénie.